# Carl Gustaf Emil Mannerheim
Carl Gustaf Emil, svobodný pán z Mannerheimu (16. června 1867 na zámku Louhisaari – 27. ledna 1951 Lausanne) byl finský šlechtic, politik, diplomat a vojevůdce, jeden ze zakladatelů samostatného Finska a jeho 6. prezident.
Byl tvůrcem Finských ozbrojených sil, regentem finského státu na začátku jeho existence, vrchním velitelem ve všech válkách, které Finsko jako samostatný stát vedlo (občanské, zimní, pokračovací i laponské), a v pořadí 6. finským prezidentem (1944–1946).
Finy je ctěný jako národní hrdina a tvůrce a ochránce samostatnosti Finska, v prosinci 2004 jej Finové v televizním hlasování zvolili největším Finem všech dob. Je považován za jednoho z nejlepších vojevůdců 20. století a vynikajícího stratéga zejména obranných, zdržovacích a ústupových bojů.

## Původ

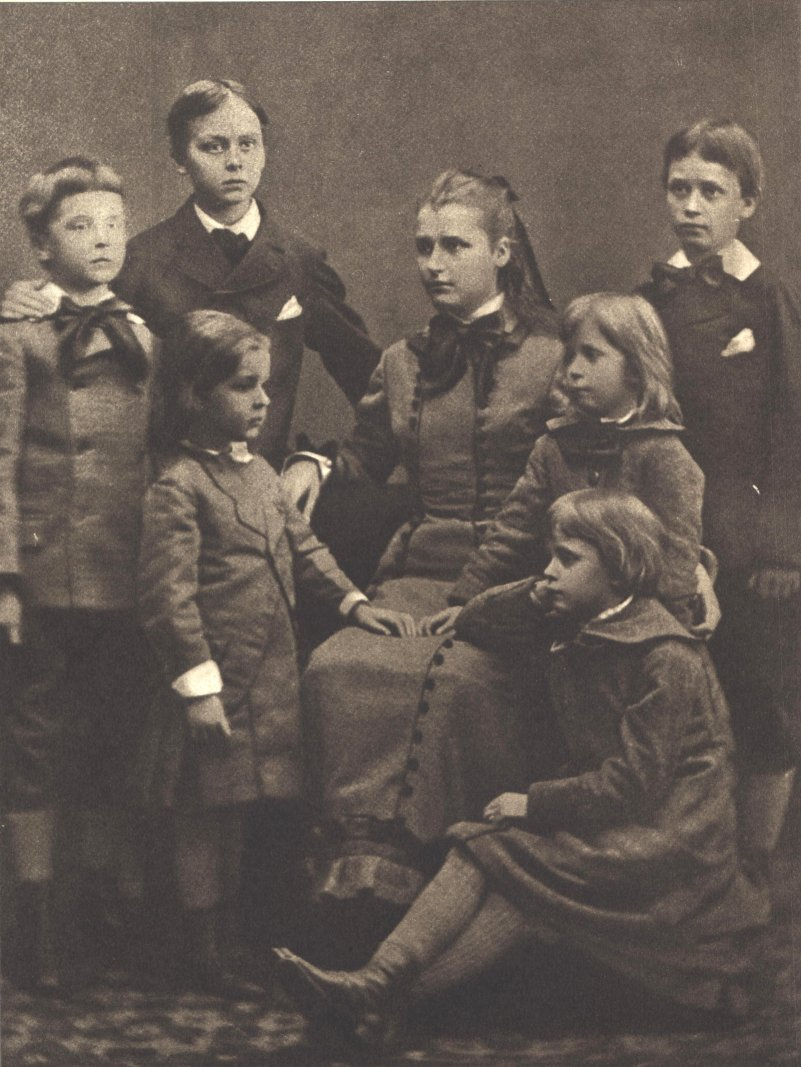
Budoucí maršál (vpravo) se svými sourozenci. Uprostřed baronessa Sophie Mannerheim, zakladatelka moderního ošetřovatelství ve Finsku

Rod Mannerheimů pocházel z Hamburku, odkud obchodník a vlastník mlýna Heinrich Marheim (1618-1667) emigroval do švédského Gävle a své jméno upravil na Henrik. Jeho syn Augustin Marheim změnil své příjmení na Mannerheim a v roce 1693 byl králem Karlem XI. povýšen do šlechtického stavu. Augustinův syn Johan Augustin Marheim byl plukovníkem dělostřelectva a majitelem několika mlýnů. V roce 1768 mu byl stejně jako jeho bratrovi udělen titul baron. Baron Johan Mannerheim měl ze strany otce i skotské předky, jeho předek George Wright (zakladatel finské šlechtické větve Von Wrightů) emigroval z Dundee do Švédska v 17. století. Rod Mannerheimů se v druhé polovině 18. století přestěhoval do Finska, které bylo tehdy nedílnou částí Švédska.
Mannerheimův pradědeček hrabě Carl Erik Mannerheim (1759–1837) zastával mnoho funkcí ve vládách (mimo jiné byl i ministerským předsedou) v prvních letech fungování ruského autonomního Velkoknížectví Finského a v roce 1825 byl povýšen do hraběcího stavu. Jeho syn, hrabě Carl Gustaf Mannerheim, byl významný entomolog a prezident Odvolacího soudu ve Viipuri. Byl ženatý s hraběnkou Evou Wilhelminou, rozenou von Schantz, která byla vůdčí postava finské vyšší společnosti.
Otec Carla Gustafa Emila Mannerheima, hrabě Carl Robert Mannerheim (1835–1914), byl dramatik zastávající liberální až radikální názory. Ale byl také obchodník a průmyslník střídající úspěchy a neúspěchy. Byl prezidentem společnosti Kuusankoski, která byla prvním výrobcem rotačního papíru v severní Evropě. Jeho další společnost Systema zase dovážela moderní kancelářské přístroje. Jeho manželka, Hedvig Charlotta Helena von Julin (1842–1881) byla dcerou bohatého průmyslníka Johana Jacoba von Julin, kterému patřily ocelárny a vesnice Fiskars.

## Mládí
Gustaf Mannerheim se narodil v rodinné vile Villnäs v obci Askainen. Jako v pořadí třetí syn hraběte obdržel po narození titul svobodný pán (finsky Vapaaherra, švédsky Friherre, protože hraběcí titul mohl zdědit jen nejstarší syn). Mannerheimův otec se koncem 70. let kvůli obchodním záležitostem dostal do finančních problémů. Trpěl hypománií, což je slabší forma mánie vyznačující se povznesenou náladou a zvýšenou energií, která se u něj projevovala přehnaným optimismem ve finančních záležitostech. Situaci ještě zhoršil jeho sklon k hazardu, takže v roce 1880 zbankrotoval. Aby pokryl své dluhy, prodal Villnäs včetně pozemků a také svou velkou uměleckou sbírku své sestře. Opustil také svou manželku a se svou milenkou se přestěhoval do Paříže, kde vedl bohémský život. Vrátil se do Helsinek a v roce 1887 založil společnost Systema, kterou až do smrti řídil. Po jeho smrti v roce 1914 prodali jeho potomci akcie vedení firmy.
Mannerheimova matka zdrcená bankrotem a manželovým útěkem přivedla svých sedm dětí na sídlo své tety Louisy do Sällviku a následujícího roku zemřela na infarkt způsobený zřejmě depresemi a hanbou. Děti byly po její smrti svěřeny do péče příbuzným a strýček z matčiny strany Albert von Julin se stal Gustafovým zákonným poručníkem.
Kvůli zhoršující se finanční situaci rodiny a chlapcovu problematickému chování ve škole byl roce 1882 patnáctiletý Carl Gustaf odeslán na kadetní školu v Hamině, aby se naučil sebeovládání, v čemž exceloval až jako dospělý, a vojenskému řemeslu. Kadetka byla státní škola připravující chlapce z aristokratických rodin na kariéru ve vojsku Finského velkoknížectví nebo v ruských ozbrojených silách.
Kromě rodné švédštiny se učil Mannerheim finsky, rusky, francouzsky, německy a anglicky. Nicméně vzhledem ke své službě v ruské armádě v letech 1887–1917 téměř zapomněl, co v dětství z finštiny pochytil, a musel se tedy učit jazyk znovu v pokročilém věku. Mluvil finsky se silným přízvukem a v průběhu občanské války byl plně závislý na tlumočníkovi. Mluvil také polsky a portugalsky a rozuměl trochu mandarínské čínštině.
Už v mládí se musel naučit vzhledem k finanční situaci rodiny lépe zacházet s financemi. Ponižovalo ho, že musel o peníze na každou maličkost žádat strýce. Také byl nucen v dopisech strýčka a četných příbuzných pročítat nabádání ke střídmosti a dobrému chování. Jeho problémy s disciplínou stále přetrvávaly. Mannerheim srdečně nenáviděl školu a úzkoprsost společnosti v Hamině. Opakovaně bez povolení opouštěl školu, a tak byl v roce 1886 vyloučen z jednotky finských kadetů.
Protože se mu tímto uzavřela kariéra ve finské armádě, jediná možnost vstupu do ruské armády vedla přes důstojnickou školu, s čímž mladý Gustaf neměl žádný problém. První pokus učinil ještě jako finský kadet, když se pokusil dostat na Pážecí školu v Petrohradu. Ale hodnocení, které došlo z jeho školy, to naprosto znemožnilo.
Nějakou dobu strávil u švagra strýčka Alberta, Edvarda Bergenheima v Charkově na Ukrajině, kde se učil rusky. Potom navštěvoval soukromé lyceum v Helsinkách a v roce 1887 absolvoval přijímací zkoušky na univerzitu, díky čemuž získal lepší posudek než od kadetů. Napsal své kmotře, baronce Alfhild Scalon de Coligny, která měla styky u carského dvora, aby mu pomohla dostat se na jezdeckou školu cara Mikuláše a z ní do jezdecké gardy, ale jeho příbuzné odradily vysoké náklady z toho plynoucí, takže tu myšlenku opustil. Kmotra ho v létě 1887 pozvala do venkovského sídla jejího manžela v Lukjanovce. Tam se hodně zlepšil v ruštině a také strávil nějakou dobu ve vojenském táboře v Čugujevu, což ještě posílilo jeho snahu o vojenskou kariéru.

## Kariéra v ruské armádě

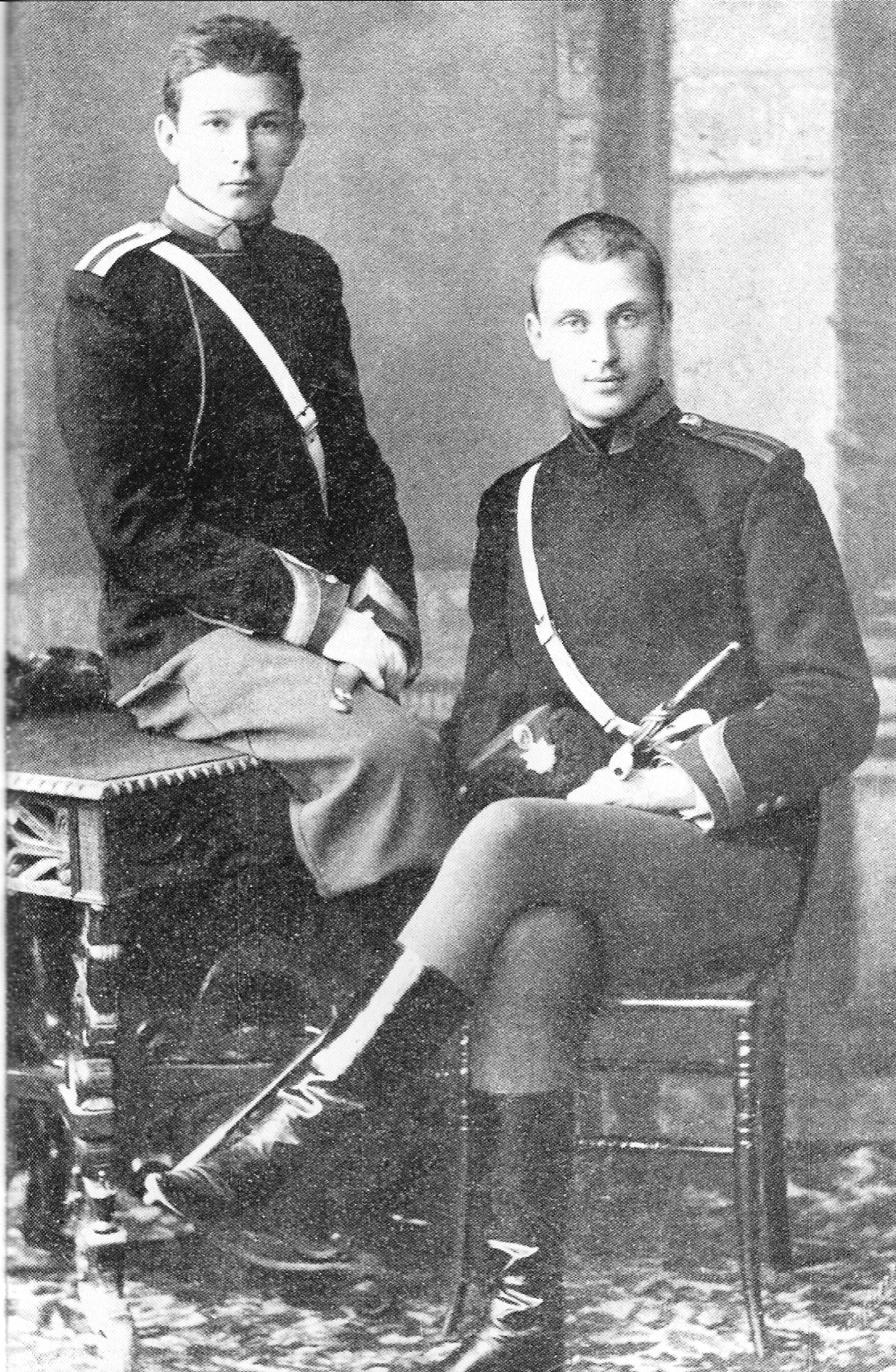
C. G. E. Mannerheim (vpravo) jako žák na Nikolajevského jezdecké škole

Koncem července 1887 byl Mannerheim pozván k přijímací zkoušce na jezdeckou školu cara Mikuláše v Petrohradu. Zkoušku udělal a 16. září vykonal přísahu ruskému carovi. Mannerheim promoval jako desátý ve své třídě, když spadl z druhého místa po opilecké hádce s vyšším důstojníkem týkající se nezávislosti Finska. Byl povýšen na korneta a odvelen k 15. alexandrovským dragounům posádkou v Kališi na rusko-německém pomezí.
V lednu 1891 byl Mannerheim převelen do služby v jezdecké gardě carevny Marie Fjodorovny v Petrohradu. Díky své výšce (187 cm) míval prominentní pozici při přehlídkách i při korunovaci cara Mikuláše II. v roce 1896. Jeho kmotra, baronka Alfhild Scalon de Coligny, mu dojednala sňatek s bohatou a vznešenou dámou rusko-srbského původu Anastasií Arapovovou (1872–1936), dcerou a dědičkou generálamajora Nikolaje Arapova. Měli spolu dvě dcery: Anastázii (1893–1978) a Sofii (1895–1963), třetí dítě byl chlapec, který se však narodil mrtvý. Od roku 1902 se manželé přestali stýkat a v roce 1919 následoval formální rozvod.
Mannerheim sloužil v řadách jezdecké gardy až do roku 1904. V letech 1897–1903 působil ve správě dvorských stájí, kde zodpovídal za nákup a výběr koní a chovných hřebců pro potřeby gardy. V roce 1903 byl pověřen dohledem nad přehlídkovými jízdami švadrony a stal se členem komise dohlížející na trénink jezdeckých schopností celého regimentu.
Po odloučení od manželky se také vzhledem k jeho hráčské vášni jeho finanční situace zhoršila. Trpěl depresemi a pokusil se je překonat změnou prostředí, a proto se dobrovolně přihlásil na frontu. V říjnu 1904 byl Mannerheim přidělen v hodnosti podplukovníka ke štábu 52. něžinského dragounského pluku, s nímž se přesunul do Mandžuska, kde posléze bojoval v rusko-japonské válce. Zde odstartovala jeho hvězdná kariéra, když byl v průběhu bitvy u Mukdenu za statečnost a vynikající velení povýšen na plukovníka. Krátce také velel jednotce hunhuzů, tedy jedné z místních polovojenských jednotek, s kterou podnikl průzkumnou cestu do Vnitřního Mongolska.
Po návratu z války si udělal krátkou neoficiální dovolenou na přelomu let 1905 a 1906 u příbuzných ve Finsku a Švédsku. Jako člen baronské větve své rodiny reprezentoval svoji rodinu ve vyšších kruzích a zúčastnil se také posledního zasedání Finského sněmu.
Po návratu do Petrohradu byl pověřen, aby jako zpravodajský důstojník vykonal cestu Turkestánem až do Pekingu. Ruský generální štáb chtěl zjistit stav reforem a modernizace poslední vládnoucí čínské dynastie a prověřit možnost vojenské invaze do západní Číny a provincií Sin-ťiang a Kan-su. O tuto oblast soupeřilo Rusko s Británií v rámci tzv. „Velké hry“ od roku 1813 až do roku 1907. V Samarkandu se připojil jako „etnograf“ k výpravě francouzského sinologa a archeologa Paula Pelliota (1878–1945). Expedice startovala z konečné stanice Transkaspické železnice v Andižanu v červenci 1906. Poté, co se nepohodl s Pelliotem v záležitostech týkajících se zásobování, vykonal Mannerheim většinu expedice sám.
Jeho malá karavana se skládala z kozáckého doprovodu, čínského tlumočníka a ujgurského kuchaře. Mannerheim nejprve zamířil do Chotanu a pátral tam po britských a japonských špionech. Po návratu do Kašgaru zamířil do pohoří Ťan-šan prozkoumat průsmyky a vyhodnocoval postoje místních Kalmyků, Kazachů a Kyrgyzů k Číňanům. Navštívil hlavní město Urumči a poté zamířil na východ do Turfanu, Chami a Tun-chuangu v provincii Kan-su. Putoval podél Velké čínské zdi a zkoumal tajemný buddhistický kmen Jugurů (tzv. Žlutí Ujguři). Z hlavního města provincie Lan-čou zamířil na jih do Tibetu a v lámaistickém klášteře v Labrangu byl málem ukamenován xenofobními mnichy. Zamířil proto do střední Číny a z Čeng-čou přejel vlakem do Tchaj-jüanu a dál pokračoval na svatou horu buddhistů Wu-tchaj-šan. Tam se setkal i s dalajlámou Thubtänem Gjamccho, který v té době zahajoval kampaň za osvobození Tibetu z čínského područí. Potom zamířil Mannerheim na sever za Velkou čínskou zeď do stepí od věků obývaných mongolskými pastevci. Přijel do Chöch chotu, hlavního města Vnitřního Mongolska, a zjistil, že Mongolové jsou bojovně naladěni kvůli tomu, že zkorumpovaný čínský guvernér kolonizuje mongolské pastviny čínskými usedlíky. Do Pekingu docestoval Mannerheim v červenci 1908 a pracoval tam na své tajné zpravodajské studii. Do Petrohradu se vrátil přes Japonsko a Transsibiřským expresem. Jeho zpravodajská studie obsahovala detailní popis modernizace všech oblastí života v období poslední vládnoucí čínské dynastie včetně vzdělání, vojenských reforem, čínské kolonizace etnických oblastí pohraničí, důlní a průmyslové činnosti, stavby železnic, japonského vlivu a také kouření opia. Mannerheimova studie nastínila taktiku potenciální ruské invaze do Sin-ťiangu a role Sin-ťiangu jako přijatelného ústupku v eventuální válce s Čínou. Na cestách strávil v sedle dohromady 14000 km a nasbíral spoustu vědeckého materiálu, který je dodnes vysoce ceněnou součástí sbírek Finského národního muzea.
Po návratu do Ruska v roce 1909 byl jmenován velitelem 13. vladimírského hulánského regimentu se sídlem v polském Minsku Mazowieckém. Následujícího roku byl povýšen na generálmajora a převzal velení nad plukem carské gardy dislokovaným ve Varšavě. V roce 1912 se stal členem carské družiny a o rok později převzal velení nad celou jízdní brigádou.
Na začátku první světové války sloužil Mannerheim jako velitel gardové jízdní brigády na rakouské-uherské a rumunské frontě postupně jako velitel 12. jízdní divize (1915). V prosinci 1914 se vyznamenal v bitvě proti rakousko-uherským silám a byl dekorován nejvyšším ruským vojenským vyznamenáním – řádem sv. Jiří IV. třídy, což glosoval: „Teď už mohu v klidu zemřít.“
Začátkem roku 1917 odjel Mannerheim na dovolenou do Finska a Petrohradu a byl svědkem únorové revoluce. Po návratu na frontu v dubnu 1917 obdržel hodnost generálporučíka (se zpětnou platností od února 1915) a v létě 1917 převzal velení 6. jízdní armády. Nicméně upadl v nemilost u prozatímní vlády, která ho nepovažovala za velkého sympatizanta revoluce. V září 1917 byl zproštěn velení a po úrazu (spadl z koně), byl propuštěn na léčení. Byl převelen do zálohy a léčil se v Oděse. V prosinci 1917 se rozhodl odejít do důchodu a vrátit se do Finska.

## Od vítězství v občanské válce k regentství
Mannerheim dorazil do Helsinek 18. prosince 1917. Situace byla neutěšená. V zemi byla stále přítomna ruská vojska věrná bolševické vládě, která je přes uznání finské samostatnosti odmítala odvolat, a v ulicích se bez centrálního velení střetávaly bílé a rudé gardy. Ruské jednotky navíc zásobovaly rudé gardy zbraněmi a předpokládalo se, že v případě občanské války rudé otevřeně podpoří. 
16. ledna 1918 senát čerstvě nezávislého Finska vedený Pehrem Evindem Svinhufvudem jmenoval Mannerheima vrchním velitelem prakticky neexistující Finské armády, kterou v té době tvořilo jen několik místních jednotek bílých gard. Jeho posláním bylo ubránit vládu a její síly v průběhu občanské války (nebo „války za svobodu“, jak ji nazývali bílí), která právě ve Finsku vypukla a byla inspirována Říjnovou revolucí v Rusku. Přijal tento úkol, přestože měl pochybnosti ohledně vládního proněmeckého postoje. Mannerheim vyzval za těchto okolností k rychlým činům. Vyrazil ihned na sever do oblastí, kde měli převahu Bílí, aby odtud začal organizovat svá vojska. Ve Vaase si zřídil velitelství a začal odzbrojovat ruské posádky, které v té době čítaly ještě 42 500 mužů.
Z Ruska v té době proudily do Finska davy revolucionářů a „dobrovolníků“, kteří měli podpořit rudé povstání, jehož zahájení schválilo vedení sociálních demokratů 25. ledna 1918. Již dva dny předtím ruský komisař pro válku vydal rozkaz ruským vládním jednotkám ve Finsku, aby spolupracovaly s rudými gardami při odzbrojování bílých gard. Finská vláda na to reagovala prohlášením bílých gard za vládní jednotky, jejichž napadení bude hodnoceno jako válečný akt, a zveřejnila Mannerheimovo jmenování vrchním velitelem.
Generál Mannerheim se pod dojmem stále častějších incidentů rozhodl dále neváhat a nařídil bílé gardě zahájit odzbrojování ruských jednotek. Premiér Svinhufvud jej na poslední chvíli žádal, aby plán zrušil, neboť podle něj existovala naděje, že se mu podaří dohodnout s ruskou bolševickou vládou, ale Mannerheim se rozhodl jeho žádost ignorovat. Akce obou stran tak začaly téměř současně. Rudí ovládli Helsinky, Vyborg a Tampere (jediný výraznější neúspěch Mannerheimovy odzbrojovací akce) a řadu dalších měst a spojili se zde s ruskými jednotkami, Mannerheimovy síly pak nečekaně obklíčily a odzbrojily ruské posádky ve Vaase, Mikkeli a všude na severu. Zabrání ruských vojenských skladů poskytlo dostatek materiálu k vyzbrojení tzv. Ochranného sboru a jeho podstatnému rozšíření a vzbudilo nadšení mezi sympatizanty bílých. Zbylá ruská vládní vojska se poté už otevřeně postavila na stranu rudých, čímž jí na jedné straně poskytla velmi vydatnou vojenskou podporu, na druhé straně ji ale velmi poškodila, neboť většině řadových Finů se předchozí ruská vláda ve Finsku pranic nelíbila, ruská vojska byla ve Finsku značně nepopulární a rudí začali být u řady občanů vnímáni jako nepřátelé nezávislosti finského státu.
Mannerheim se rozhodl hrát o čas. I přes výrazný početní růst byl Ochranný sbor několikanásobně slabší než Rudé gardy a jejich ruští spojenci a měl i horší výzbroj. Rychle ale rostl o dobrovolníky z řad finského obyvatelstva i ze zahraničí, hlavně ze Švédska (ačkoliv Mannerheim tvrdě odmítal přijmout intervenci jiného státu, sám žádal o pomoc dobrovolníky z řad občanů cizích zemí). Dorazit měl též 27. myslivecký prapor z Německa složený z finských dobrovolníků. Zároveň se organizovala síť bílých partyzánských jednotek na území ovládaném rudými. Rozsáhlejší ofenzívy proběhly pouze v západní části fronty (kde byly velmi úspěšné) a v prostoru Tampere, kde ale selhaly. Rudé síly podporované ruskými vojsky zahájily rozsáhlou ofenzívu, ale Mannerheim ji promyšlenou obranou nejprve zpomalil a pak zastavil. V březnu 1918 byl jmenován generálem jezdectva.
Po zastavení postupu rudých přistoupil Mannerheim k vlastním rozsáhlým a pečlivě připraveným úderům, které vyústily v rozhodující bitvu o Tampere. Po pádu této klíčové bašty rudých pak zahájil další rozsáhlou ofenzívu, kterou posléze podpořily německé intervenční jednotky, které povolal v rozporu s jeho stanoviskem senát. Obrana rudých se pod těmito údery rychle zhroutila. V květnu válka skončila a krátce poté Mannerheim pro spory s vládou a senátem o další směřování armády rezignoval. Stalo se tak poté, co senátoři navrhli, aby bylo budování armády svěřeno německému dohledu a generál dostal k ruce německého důstojníka, který by kontrasignoval jeho rozkazy. Obával se také reakcí spojenců na proněmeckou politiku finské vlády během posledních měsíců první světové války a vyjadřoval tím svůj odstup od ní.
V červnu 1918 odjel z Finska, aby navštívil příbuzné ve Švédsku. Švédský král Gustav V. jej vyznamenal velkokřížem Mečového řádu za zásluhy o Švédsko, konkrétně za to, že se díky jeho vítězství země přestala obávat bolševické invaze. Ve Stockholmu jednal s diplomaty spojenců, kterým vyjadřoval podporu a potvrzoval tím svůj nesouhlas s proněmeckou politikou finské vlády. Nicméně už v říjnu 1918 byl jménem finské vlády vyslán do Británie a Francie, aby se pokusil přimět Británii a USA k uznání nezávislosti Finska. Ale už v prosinci byl z Paříže povolán zpět a jmenován regentem Finska. Existoval dokonce zájem části monarchistů korunovat ho finským králem. Jako regent podepisoval často oficiální dokumenty pofinštěnou podobou svého křestního jména Kustaa, aby zdůraznil svůj finský původ pro část obyvatelstva, které mu vyčítalo působení v ruských ozbrojených silách. Mannerheim vůbec neměl rád své poslední křestní jméno Emil a podpisoval se C. G. Mannerheim nebo prostě jen Mannerheim. Ovšem pro příbuzné a známé byl jen Gustaf.

## Meziválečné období

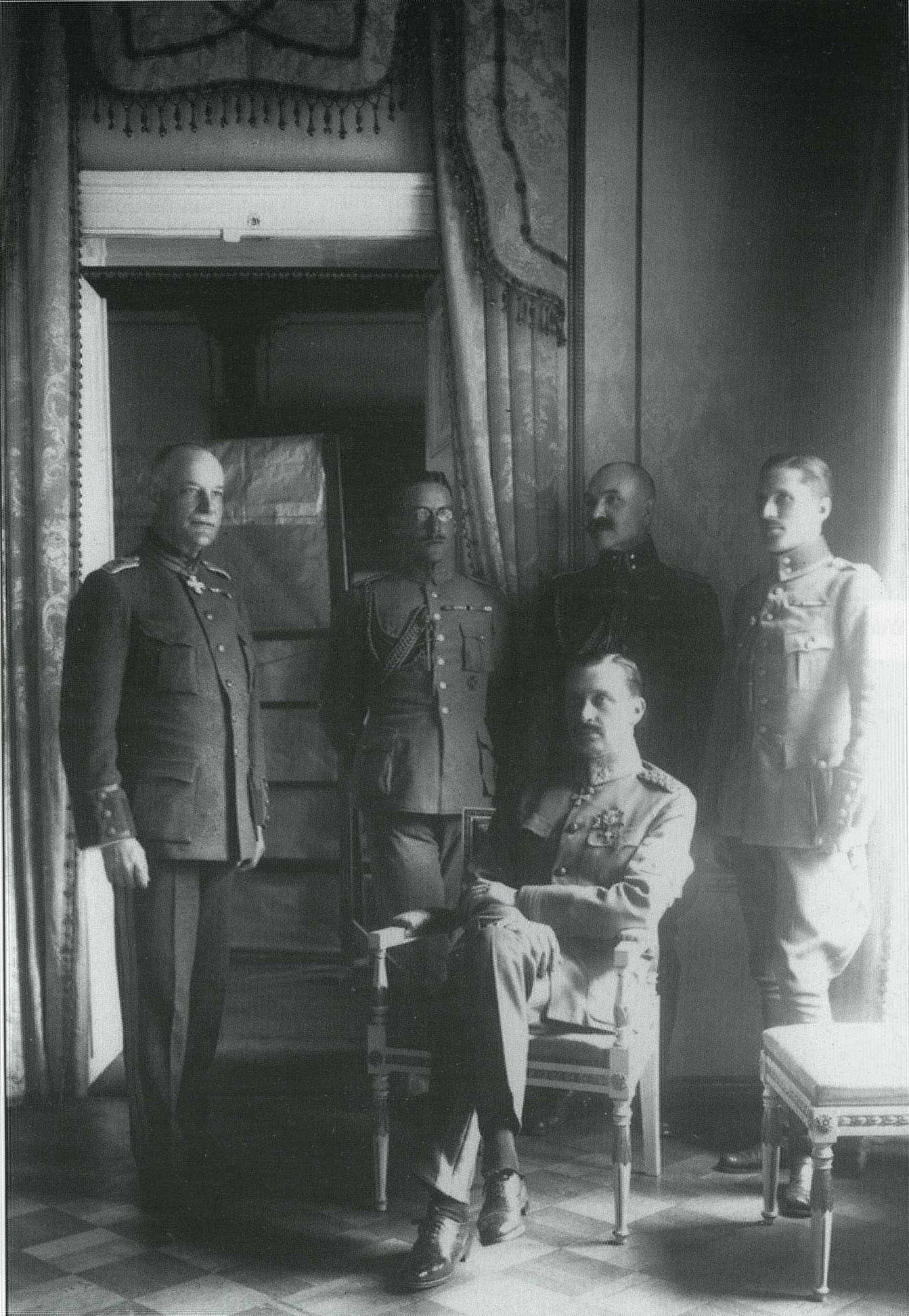
Generál Mannerheim, regent Finska

Jakožto regent Mannerheim do značné míry vedl zemi a vedl přípravy její nové ústavy, přeměnu na dědičnou monarchii a podílel se také na hledání panovníka. Někteří monarchisté doufali, že by jím mohl být Mannerheim sám, ale on tuto možnost odmítl. Králem byl zvolen 9. října 1918 švagr německého císaře Viléma II. Fridrich Karel Hesenský, ale ten byl po porážce Německa v první světové válce vyloženě nežádoucí, Finsko nikdy nenavštívil a 14. prosince 1918 abdikoval. Během svého regentství zajistil Mannerheim uznání Finska Británií a Spojenými státy a vyjednal potravinovou pomoc ze zámoří, čímž potlačil začínající hladomor. Ač skalní antibolševik, odmítl oficiální státní spolupráci s bílými carskými generály, neboť ti odmítali finskou nezávislost. Svůj názor na to změnil v roce 1921, kdy vybízel naopak k podpoře akcí bílých proti Petrohradu, ale tehdy však již neměl žádnou oficiální pozici a jeho apel byl ignorován.
Mannerheimovy představy o finském směřování padly po březnových parlamentních volbách v roce 1919, v nichž monarchisté dosud ovládající zákonodárné sbory utrpěli porážku. Republikáni v čele se socialistou Ståhlbergem vypracovali republikánskou verzi ústavy a prosadili ji v parlamentu. Mannerheim, který byl přesvědčený monarchista, se po krátkém váhání rozhodl nepoužít svého práva veta a volby a republikánskou formu ústavy akceptoval. V následných prezidentských volbách jej Švédská lidová strana a Národní koalice postavily jako svého kandidáta na prezidenta, podle očekávání jej však poměrem 143:50 porazil Ståhlberg, jehož Národní pokroková strana měla spolu s koaličním Agrárním svazem v parlamentu jednoznačnou většinu.
Po porážce v prezidentských volbách se Mannerheim stáhl z veřejného života a nezastával žádný významnější úřad. Řada politiků z oblasti politického středu jej považovala za kontroverzní postavu zejména pro jeho tvrdý antibolševismus a autoritativní vystupování, levicoví politici jej pak vyloženě nenáviděli jakožto bílého generála a šlechtice. Vzhledem k tomu, že střed a levice ovládly parlament, nezbývalo pro Mannerheima příliš prostoru. V této době se tak zabýval cestováním po Evropě a sháněním finančních prostředků jednak pro finský Červený kříž a jednak pro Mannerheimovo sdružení pro péči o děti, které založil se svojí sestrou Sophií a které se zabývalo zejména péčí o válečné sirotky. Stal se také předsedou správní rady Helsinské banky a byl členem správní rady společnosti Nokia.
V dvacátých a třicátých letech Mannerheim hodně cestoval a lovil v Asii. Na své první cestě jel lodí z Londýna do Kalkaty, aby se vyhnul cestě přes Sovětský svaz. Odtud cestoval do Barmy, v Rangúnu strávil měsíc a potom zamířil do Gangtoku v Sikkimu. Domů se vrátil automobilem a letecky přes Basru, Bagdád, Káhiru a Benátky.
Druhá cesta do Indie v roce 1936 vedla lodí přes Aden do Bombaje. Během svého pobytu navštívil mnoho starých evropských přátel a známých. Na svých cestách a loveckých výpravách se vypravil do Madrásu, Dillí a Nepálu. Tam ho také pozval nepálský král Tribhuvan na lov tygrů. Mannerheim zastřelil tygra 323 cm dlouhého, který údajně zabil dva lidi. Jeho kůže je k vidění v Mannerheimově muzeu v parku Kaivopuisto v Helsinkách.
Mannerheim se v této době politikou příliš nezabýval, nicméně vyjadřoval podporu některým požadavkům radikálního nacionalistického, autoritářského a protibolševického hnutí Lapua. Jeho podpora však ochladla poté, kdy hnutí začalo uplatňovat násilné praktiky, přičemž svoji pozornost zaměřilo i na demokratickou levici. Když jej v roce 1929 hnutí vyzvalo ke svržení vlády a převzetí moci v zemi, Mannerheim odmítl.
Mannerheim se snažil zasahovat i do mezinárodní politiky a vybudovat pevnější spojení se Švédskem. To sice odmítlo uzavřít oficiální alianci, aby neporušilo zásadu neutrality, nicméně rozličné osobní kontakty a obavy Švédska ze Sovětského svazu vedly k tomu, že určitá neoficiální spolupráce byla přislíbena a za zimní i pokračovací války i naplněna. Významnou věcí byla i snaha Mannerheima unifikovat finskou výzbroj a zbrojní produkci se švédskou, což mělo usnadnit pozdější odběr munice a zbraní od tohoto souseda. V roce 1931 se stal finským prezidentem Mannerheimův starý spolubojovník z roku 1918 a za občanské války velký politický odpůrce, Pehr Evind Svinhufvud. Ten povolal Mannerheima zpět do vysoké politiky jako předsedu rady obrany. V roce 1933 pak byl Mannerheim povýšen na polního maršála. Jeho působení v politice a na poli budování a řízení armády však nebylo bezproblémové. Jeho zoufalá snaha zvýšit bojeschopnost zanedbané finské armády byla mařena nedostatkem financí, neboť vláda opakovaně seškrtávala jeho návrhy vojenského rozpočtu hluboko pod přijatelnou mez. Frustrovaný Mannerheim opakovaně nabízel svoji rezignaci, ale prezident jej vždy přesvědčil, aby ji vzal zpět, že příští rok bude lépe. Situace se však nezlepšila ani za Svinhufvuda, ani poté, co jej v úřadě nahradil Kallio. Zlepšil se však Mannerheimův obraz v očích veřejnosti, nyní byl vnímán většinou Finů včetně těch socialisticky orientovaných spíše jako národní hrdina a vynikající vojevůdce než jako buržoazní a bílý generál, ke kteréžto proměně intenzívně přispíval svou ochotou vyjednávat i se socialisty a snahou sjednotit národ proti hrozbě, kterou spatřoval v horečně zbrojícím Sovětském svazu.

## Podruhé vrchním velitelem

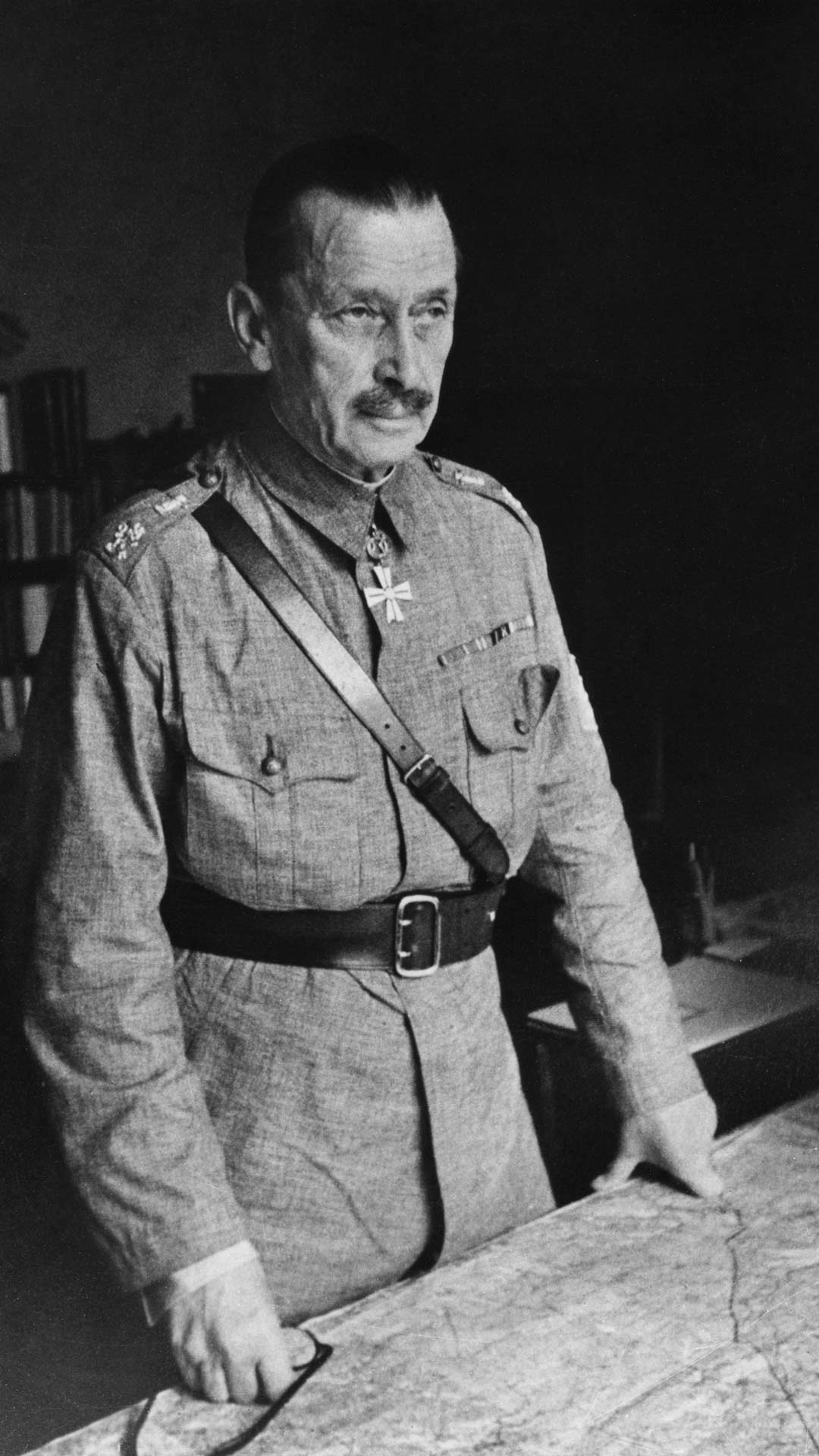
Maršál Mannerheim v roce 1941

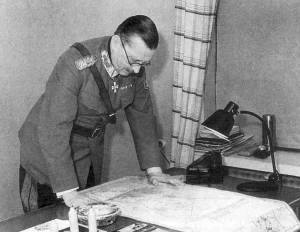
Mannerheim studující mapu

V roce 1939 Mannerheimovy špatné vztahy s parlamentem a vládou zaviněné problémy s rozpočtem gradovaly. Mannerheim opět podal demisi, ale tentokrát ji odmítl stáhnout a navíc se poprvé se svými protesty obrátil na veřejnost. Tentokrát zvítězil a rozpočet mu byl navýšen. Hrozba ze strany SSSR už narostla natolik, že si jí všimla i většina politiků. Bylo však již příliš pozdě. Stalin s Molotovem se již v této době obraceli na Finsko s nemístnými požadavky. Mannerheim prosazoval politiku mírných ústupků, dobře si vědom toho, že jeho země nemůže Sovětskému svazu vzdorovat. I on však souhlasil s tím, že celý sovětský návrh je naprosto neakceptovatelný a že například Hanko není možné vydat. Zároveň znovu podal prezidentovi rezignaci, neboť podle něj finanční prostředky pro armádu nepřicházely dost rychle. Prezident Kallio byl tentokráte rozhodnut jeho demisi přijmout, ale již to nestihl udělat, protože selhala snaha o dohodu a Finové sovětské požadavky odmítli.
Říjen a listopad strávil Mannerheim horečnou činností. Jako předseda Rady obrany země spolu s vedením armády vybíral zbraně pro dozbrojení své armády a připravoval svou zemi na válku, o níž byl přesvědčen, že přijít musí. Zorganizoval obrovské cvičení rezervistů, které se po zkrachování rozhovorů plynule přeměnilo ve skrytou mobilizaci. V rámci cvičení byla vybudována celá řada polních opevnění napříč Karelskou šíjí a dalšími klíčovými oblastmi. Reorganizoval svůj hlavní stan v Mikkeli tak, aby mohl sloužit vrchnímu veliteli, neboť mu prezident oznámil, že s ním pro tuto roli počítá. Stáhl dělostřelectvo od hranic, aby nebylo ohroženo nenadálým útokem a aby byl schopen snadno vyvrátit případná obvinění z pohraničních incidentů. Krátce před sovětským útokem pak nařídil provést poslední přípravy, jako bylo zaminování finských pobřežních vod a rozptýlení letectva na polní letiště, takže když Rudá armáda zahájila bez vyhlášení války útok, byla Mannerheinova vojska připravena tak, jak jen to při jejích omezených zdrojích šlo. Stalo se tak 30. listopadu 1939. Prezident ještě týž den jmenoval Mannerheima ve věku 72 let vrchním velitelem Finských ozbrojených sil a převedl na něj velkou část svých pravomocí. Propukla zimní válka. Tehdy napsal své dceři Sofii: „Nechtěl jsem přijmout zodpodvědnost vrchního velitele, k čemuž mne můj věk a zdravotní stav plně opravňují, ale podlehl jsem naléhání prezidenta republiky a vlády a tak jsem počtvrté ve válce.“
V den vypuknutí války vydal první ze svých často kontroverzních denních rozkazů ozbrojeným silám:
„Prezident republiky mne k 30. listopadu 1939 jmenoval vrchním velitelem ozbrojených sil. Chrabří finští vojáci! Ujal jsem se tohoto postu ve chvíli, kdy náš odvěký nepřítel opět útočí na naši zemi. Důvěra v rozkazy velitelů je první předpoklad úspěchu. Vy znáte mne a já znám vás a vím, že každý z vašich řad je připraven splnit svou povinnost i za cenu svého života. Tato válka není nic jiného než pokračování a bude ukončením naší Války za svobodu. Bojujeme za naše domovy, naši víru a naši zemi.“
Mannerheim byl striktním realistou v politice i ve vojenské oblasti. Nikdy nevěřil, že by mohl Rudou armádu zastavit. Oficiálně se tvářil optimisticky, jak bylo jeho povinností, ale ke svému nejbližšímu okolí a k vládě byl brutálně upřímný a opakovaně vyjádřil přesvědčení, že pokud Rusové zaútočí, bude je schopen bez zahraniční pomoci zadržovat měsíc, maximálně měsíc a půl. Mannerheim trávil během druhé světové války většinu času ve svém hlavním stanu v Mikkeli, zároveň však podnikl mnoho inspekčních cest na frontu a v případě nutnosti odjížděl podávat hlášení prezidentovi či vládě.
Na počátku zimní války rozmístil Mannerheim své jednotky s maximální opatrností – hlavní síly byly rozloženy na Karelské šíji a na severním břehu Ladožského jezera hlouběji ve vnitrozemí, v pohraničí a na severu se nacházely poměrně slabé a vysoce mobilní krycí síly. Mannerheim si mimo to udržoval silné strategické zálohy pod svým přímým velením (tzv. rezerva vrchního velitele), které hodlal použít až v kritické situaci. Jeho snahou bylo vést obranné a zdržovací boje s maximálním využitím zmnožených obranných postavení a Mannerheimovy linie a doufat v to, že se objeví spojenci, nebo že to Sovětský svaz vzdá. Byl si však až příliš dobře vědom toho, že příliš pravděpodobné není ani jedno.
První ofenzíva Rudé armády byla zastavena v krvavých bitvách u Suomussalmi, kde jediná nekompletní finská divize vedená plukovníkem Siilasvuem zničila 47. armádní sbor Rudé armády, u Kuhma, Tolvajärvi, Taipale, Summy, jezera Muolla a na řekách Kollaa a Vuoksa, případně sama od sebe uvízla v zasněžené divočině okolo Sally a Petsama. Naplno se projevil dopad čistek na morálku a akceschopnost rudoarmějců, jakož i to, že některé jednotky vyčleněné pro útok představovaly póvl i podle měřítek SSSR. Zcela selhaly sovětské naděje na spolupráci s finskou komunistickou opozicí. Dokonce i ta nejextrémnější frakce zakázané komunistické strany vydala prohlášení, ve kterém označila SSSR za nepřítele dělnictva a vyzvala všechny pracující k boji za svobodu Finska. Projevila se nepřipravenost Rudé armády na boj v subarktických podmínkách, kterou ještě zhoršil fakt, že zimní válka připadla na jednu z nejkrutějších zim 20. století.
20. prosince, den před oslavou Stalinových narozenin, kdy měly být dle původních plánů dobyty Helsinky, musela Rudá armáda pro nedostatek mužů zastavit akce na klíčové frontě na Karelské šíji, kde invazní síly doslova vykrvácely při útocích na Mannerheimovu linii, několikanásobný řetěz zpevněných polních opevnění a lehkých pevnůstek, který zde Mannerheim nechal ze svých skromných rozpočtů zbudovat.
Takovýto debakl si Sovětský svaz nemohl nechat líbit a nová ofenzíva započatá 1. února, vedená patnáctinásobnou přesilou toho nejlepšího, co se dokázalo sebrat po celém sovětském impériu, už byla víc, než mohla nepočetná finská armáda trpící nedostatkem střeliva vydržet. Mannerheimovi tak nezbylo než přiznat porážku, byť o dva měsíce později, než očekával i v těch nejoptimističtějších scénářích. Potvrdila se všechna jeho varování. Politika neutrality a spoléhání se na Společnost národů selhala. Vojenský materiál poslalo sice relativně hodně států, ovšem dostat ho do Finska byl problém. Relevantní vojenskou pomoc poskytlo pouze Mannerheimem vyjednané Švédsko – jedna dobrovolnická stíhací peruť a dva posílené prapory dobrovolníků však byly zoufale málo proti nepříteli, který nasadil do války víc vojáků, než kolik mužů měl celý finský národ včetně nemluvňat. Finsko muselo odstoupit Sovětskému svazu velká území, zaplatit značné reparace a zavázat se k určitým formám spolupráce. Také mu muselo poskytnout kýženou základnu v Hanku.
Konec války však neznamenal konec práce. Nikdo ve Finsku nevěřil, že by to byl konec. Celkově se předpokládalo, že jde pouze o příměří, že armáda získala pouze odklad. Touha pomstít se za nespravedlivou porážku a získat zpět ztracená území se mísila s vědomím, že pro SSSR to neskončilo a že Finsko bylo jen odsunuto jakožto problémový cíl někam na konec řady. Následné kroky SSSR rozhodně nepřispěly k uklidnění situace a násilné zábory Litvy, Lotyšska a Estonska změnily už tak obrovské obavy Finů v čirý děs. Jediný stát v Evropě, který neměl žádné dluhy, se pomalu stával jedním z nejzadluženějších v zoufalé snaze urychleně nakoupit zbraně a dovyzbrojit svoji armádu. Trvání základní vojenské služby bylo prodlouženo na dva roky a byla nakoupena ta nejmodernější technika.

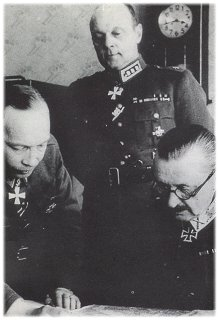
Štáb Finských ozbrojených sil v pokračovací válce: Hlavní strategický plánovač generál Airo (vlevo) prezentuje plán dalšího postupu před vrchním velitelem maršálem Mannerheimem (vpravo) a náčelníkem generálního štábu generálem Heinrichsem (uprostřed)

Bylo však nutno zajistit finskou existenci i politicky, neboť jak Mannerheim sám připouštěl, finská armáda nikdy nemůže být silná natolik, aby mohla sama vzdorovat takovému kolosu, jakým byl Sovětský svaz. Maršál, jehož prestiž v rámci domácí i mezinárodní politiky narostla do neuvěřitelných rozměrů, nemohl být z této důležité oblasti vyloučen. Nebylo však z čeho vybírat: Když selhaly plány na unii se Švédskem a SSSR začal stupňovat tlak dalšími požadavky a incidenty na hranicích, Mannerheim se zaťatými zuby souhlasil s jednáním s hitlerovským Německem. Osobně se těchto jednání odmítl zúčastnit, souhlasil však s tím, aby generální štáb poslal do Německa několik vyšších důstojníků, kteří by neoficiálně projednali vývoj vztahů a spolupráce v případě válečného konfliktu Sovětského svazu s Německem nebo Finskem. Výsledkem jednání byla smlouva o tom, že Finsko umožní průchod německých jednotek přes své území a výsostné vody a připustí dislokaci a vojenské akce německých jednotek v severním Finsku a Laponsku. Později se země ještě dohodly na principech vzájemné vojenské spolupráce pro případ společných akcí proti Rudé armádě, pokud se vyřeší „související politické problémy“. Těmi byl myšlen fakt, že Mannerheim s vládou rozhodli, že se Finsko pokusí vyhnout účasti ve válce Německa se Sovětským svazem, nebo alespoň to udělat tak šikovně, aby Finové v žádném případě nevyhlíželi jako agresor. Zároveň ale bylo považováno za nutné, aby se boje vedly mimo finské území.
Když Německo 22. června 1941 napadlo Sovětský svaz, finská armáda právě prováděla mobilizaci. Finsko okamžitě vyhlásilo neutralitu. Německé jednotky útočící z Laponska a severního Finska odůvodnilo ruskými jednotkami působícími z námořní základny v Hanku.
Sovětský svaz odpověděl 25. června 1941 masivními nálety na finská města a dělostřeleckým ostřelováním finského území. Finsko vzápětí vyhlásilo SSSR válku a odmítlo nadále akceptovat výsledky zimní války. Finská armáda vedená Mannerheimem bleskově rozdrtila ruské jednotky umístěné na Karelské šíji a v Ladožské Karélii, což němečtí generálové s uznáním okomentovali jako „finský blitzkrieg“, a jelikož mír byl v nedohlednu, pokračovala v útoku v oblasti Ruské Karélie směrem na Oněžské jezero, řeku Svir a Bílé moře. Poté, co přerušila jižní část Murmanské magistrály a dosáhla linie Ladožské jezero – řeka Svir – Oněžské jezero, Mannerheim ofenzivu ukončil a vyzval vládu, aby nabídla SSSR výměnu mír a uznání hranic z roku 1939 za navrácení Ruské Karélie. Vláda tak několikráte tajně učinila, byla však pokaždé odmítnuta. Mannerheim se tedy soustředil na minimalizaci finské účasti na válce. Odmítl zaútočit na Leningrad či pokračovat v akcích za řeku Svir a zcela vyloučil větší posílení německých jednotek v Laponsku finskou armádou. Neobměkčila ho ani Hitlerova nabídka vrchního velení nad jednotkami Osy v celém Finsku.
Posléze demobilizoval část svých vojsk a důrazně se vyslovil proti náboru dobrovolníků pro cizinecké jednotky SS, které Němci chtěli ve Finsku pořádat. Když mu však Churchill zaslal emotivní dopis, ve kterém ho žádal, aby zvážil, na čí straně bojuje a že by se měl přidat ke spojencům, odmítl to jako nemožné: „Chcete-li přežít, můžete přistoupit na spojenectví se Sovětským svazem jen tehdy, jste-li hodně silný a hodně daleko.“
Následovalo dva a půl roku klidu, přerušeného jen v roce 1942 zcela neúspěšnou ofenzívou Rudé armády na řece Svir a obrovskými oslavami maršálových 75. narozenin, u příležitosti kterých obdržel čestnou hodnost maršál Finska. Při této příležitosti byl též „poctěn“ návštěvou Hitlera a říšského maršála Göringa, což dle svých vlastních slov za poctu rozhodně nepovažoval.
Adolf Hitler navštívil Finsko 4. června 1942, údajně aby pogratuloval Mannerheimovi k jeho pětasedmdesátým narozeninám. Mannerheim se s ním nechtěl setkal ve svém hlavním stanu v Mikkeli ani v Helsinkách, aby to nevypadalo jako oficiální státní návštěva, proto bylo setkání předem tajně dohodnuto v Imatře v jihovýchodním Finsku.
Hitler přistál na letišti Immola a v doprovodu finského prezidenta Rytiho byl dopraven na železniční zastávku, kde ho na odstavné koleji čekal vagón s Mannerheimem. Po Hitlerově řeči, slavnostním obědě a krátkém rozhovoru se Hitler vrátil do Německa, takže na finské půdě strávil jen asi pět hodin. Jednání se také zúčastnili prezident Ryti a několik výše postavených osobností na finské i německé straně. Podle neověřených zpráv Hitler požadoval, aby Finsko zahájilo vojenské operace proti Sovětům, ale údajně nevyslovil žádné podrobnější požadavky.
V průběhu návštěvy se podařilo technikovi finského rozhlasu YLE Thorovi Damenovi nahrát prvních jedenáct minut jejich soukromého hovoru. Musel to udělat tajně, protože Hitler nepřipouštěl žádné neoficiální nahrávky. Damen měl nařízeno nahrát oficiální blahopřání a Mannerheimovu odpověď. K tomuto účelu nechal nainstalovat do některých vagónů mikrofony.
Nicméně Mannerheim a jeho host si vybrali vagón, ve kterém mikrofony nebyly. Damen proto pohotově protáhl mikrofon otevřeným oknem a zavěsil ho na síťku poličky nad sedadly, na kterých oba seděli. Po jedenácti minutách konverzace si kabelu visícího z okna všimli esesáci Hitlerovy osobní stráže a uvědomili si, že se celý rozhovor nahrává. Gestem ho vyzvali, ať okamžitě přeruší nahrávání a Damen byl nucen poslechnout. Nejprve chtěli, aby pásek na místě zničil, ale nakonec dovolili rozhlasové společnosti YLE cívku s páskem odnést s tím, že bude v zapečetěném kontejneru předána finskému státnímu cenzorovi Kustaa Vilkunovi. V roce 1957 byl pásek vrácen YLE a o několik let později byl uvolněn pro veřejnost. Je to údajně jediný neoficiální záznam Hitlerova hovoru.
Existuje také neověřená legenda, že si Mannerheim v Hitlerově přítomnosti zapálil cigaretu. Mannerheim očekával, že po něm bude Hitler požadovat pomoc v boji proti Sovětskému svazu, což rozhodně nehodlal udělat. Když si Mannerheim zapálil, všichni přítomní zalapali po dechu, protože Hitlerova averze ke kouření byla obecně známa. Nicméně Hitler to nijak nekomentoval a klidně pokračoval v hovoru. Tímto způsobem Mannerheim mohl posoudit, jestli se Hitler snaží jednat z pozice síly, a byl tudíž schopen Hitlerovy požadavky odmítnout, protože se ujistil, že Hitlerova pozice je slabší a tudíž mu nemůže nic diktovat.
V roce 1942 začínalo Finsko pociťovat stále sílící tlak Německa ohledně Židů. Jednalo se jednak o několik tisíc finských Židů, jednak o stovky židovských uprchlíků převážně ze Švédska a Norska. Zatímco o otázce vlastních Židů se finská vláda odmítla bavit, v otázce cizích váhala, neboť Němci hrozili zastavením dodávek životně důležitého vojenského materiálu. Patrně by nakonec tlaku podlehla, kdyby se neobjevil odpůrce skutečně nečekaný. Z hlediska logiky by Mannerheim měl být první pro souhlas s německými požadavky, neboť pod něj spadala armáda ohrožená krácením dodávek, nemluvě o tom, že jeho vztahy s Židy byly na bodu mrazu od roku 1939, kdy zabavil většinu majetku synagog pro válečné účely. Přesto se postavil proti vydání Židů s razancí, jakou předtím v politice projevoval málokdy. Když vláda přesto několik Židů tajně vydala, varoval ji, že bude-li se to opakovat, podá okamžitě rezignaci, nemluvě o tom, že bude informovat veřejnost. Vláda proto další vydání Židů odmítla – německé straně to odůvodnila Mannerheimovým postojem a doporučila jí, aby si to vyjednala s ním.
Mannerheim mezitím uklidnil finské židovské předáky prohlášením, že nepřipustí vydávání jejich souvěrců a bratří: „Čest Finska to nedovolí!“
Když bylo posléze v Německu zatčeno několik finských Židů, rozzuřený Mannerheim varoval generála Dietla velícího německým jednotkám ve Finsku, že stáhne veškeré finské jednotky, co ho podporují, a že uzavře železnice, které mu dodávají zásoby. Po dalších dvou dnech hrozeb a protestů incident skončil propuštěním zatčených. Když se počátkem roku 1944 pokusili Němci znovunastolit židovskou otázku, odmítl se o tom bavit: „Budete si muset počkat, až budu mrtvý…“
V roce 1944 klid panující na frontě skončil. Síla Německa upadala a v přímé úměře s tím klesala jeho angažovanost ve Finsku. Navíc Stalin dospěl k názoru, že bude snazší porazit spojence Německa než Německo samo a Finsko držící se stranou bojů charakterizoval jako „unavené válkou a toužící po míru“.
V létě 1944 zahájila Rudá armáda zdrcující ofenzívu. Pro Mannerheima znamenala strašlivý šok, protože se spolehl na hlášení tajných služeb, které mu dodaly mnohem pozdější datum a podstatně menší síly nepřítele. Přední obranné linie na Karelské šíji byly proraženy z chodu a dříve, než se stihly shromáždit hlavní finské síly, byla prolomena i hlavní obranná linie. Mannerheim si i přesto zachoval chladnou hlavu. Odvolal panikařícího velitele vojsk na Karelské šíji, který hodlal své dosud nesoustředěné jednotky vrhnout po částech do sebevražedného protiútoku, a nařídil frontovým jednotkám vést zdržovací boj a pomalu ustoupit k improvizované linii Taipale – Vuoksi – západní břeh Viipurského zálivu. To se podařilo uskutečnit. Ofenzíva nepřítele se zde zarazila, částečně díky spěšné dodávce pěchotních protitankových zbraní z Německa.

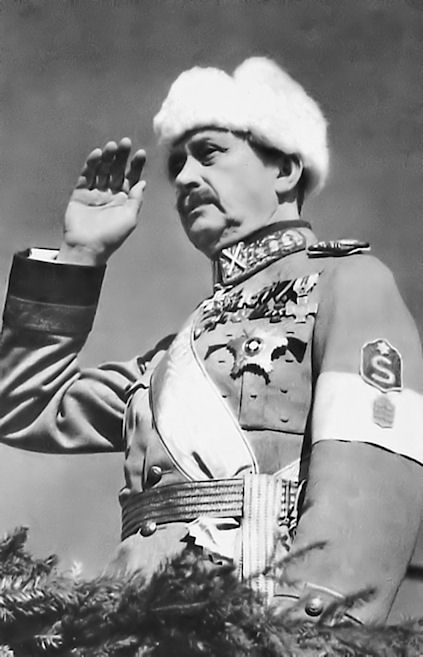
Maršál Finska Mannerheim

Sovětskému svazu bylo nabídnuto mírové uspořádání dle hranic roku 1940, ale Stalin odmítl s tím, že požaduje bezpodmínečnou kapitulaci. Rudá armáda přesunula na finskou frontu další jednotky a chystala se k dobytí Finska. Mannerheimova vojenská kariéra dosáhla svého posledního a nejvyššího vrcholu. 25. června 1944 propukla bitva v sektoru Tali-Ihantala, největší a nejkrvavější bitva v historii severských zemí. Skončila 9. července. Finská armáda, které veleli Mannerheim a Taavetti Laatikainen, v ní zastavila třikrát silnější a lépe vyzbrojená vojska nepřítele a způsobila mu těžké ztráty (22 000 mrtvých a 500 vyřazených tanků).

## Konec války a krátké prezidentství
Neúspěch, který Rudá armáda na Karelské šíji utrpěla navzdory nasazení elitních gardových jednotek (zejména 30. gardový sbor), přivedl Stalina k názoru, že dobývat Finsko se mu nevyplatí. Stalin, který potřeboval své jednotky k rychlému obsazení mnohem bohatší a hůře bráněné střední Evropy, tak nabídl Helsinkám podmínky, které se daly přijmout. Prezident Risto Ryti, který představoval překážku pro uzavření míru pro svůj osobní dopis Hitlerovi, v němž ho ujišťoval o nezrušitelnosti finsko-německého spojenectví, rezignoval a parlament speciálním aktem přenesl 4. srpna 1944 prezidentský úřad na Mannerheima, který se ho ještě téhož dne ujal. Ten prohlásil osobní závazky učiněné svým předchůdcem za irelevantní pro své konání, zrušil spojenectví s Německem, nařídil jeho jednotkám opustit severní Finsko, formálně mu vyhlásil válku a uzavřel příměří s SSSR.
Stav ohrožení, ve kterém se Finsko tehdy nacházelo, se projevil i v jeho inaugurační řeči před parlamentem:
„Pane předsedo, rád bych vyjádřil srdečné díky za slova, které jste na mou adresu pronesl. Ctihodní členové parlamentu, již podruhé přijímám v této pro národ osudové chvíli povinnosti hlavy státu a obávám se vší té odpovědnosti, která z toho pro mne vyplývá. Musíme překonat obrovské obtíže, abychom si zachovali naději do budoucna. Především myslím na finskou armádu, která je už pátý rok ve válce. S vírou ve Všemohoucího doufám a věřím, že s podporou parlamentu, vlády a s jednotnou podporou všeho lidu se nám podaří udržet svobodu a zachránit existenci našeho národa.“
Měsíc poté, co se ujal úřadu, byla pokračovací válka ukončena tvrdým příměřím, které bylo ale mnohem mírnější, než ta, která byla vnucena ostatním státům hraničícím se Sovětským svazem. Finsko si uchovalo svou suverenitu, parlamentní demokracii a tržní ekonomiku. Přišlo o velkou část území, byla ztracena celá Karélie a oblast Petsama (nyní ruská Pečenga), což byl jediný finský přístup k Severnímu oceánu. Bylo třeba přesídlit mnoho uprchlíků z Karélie. Na zemi byly uvaleny těžké válečné reparace. Finsko také muselo vést laponskou válku proti německým jednotkám stahujícím se na sever a současně demobilizovat, což ztěžovalo možnost vytlačit Němce z jeho území. Panuje všeobecný konsenzus s tím, že jediný Mannerheim mohl provést Finsko tímto obtížným obdobím, plnit veškeré podmínky příměří, které kontrolovala Sověty ovládaná spojenecká komise, a zároveň uvažovat o poválečné rekonstrukci země.
Pro Mannerheima bylo jeho plné šestileté prezidentské období, na které byl zvolen a které přijal jen se značným sebezapřením, velice obtížné. Bylo mu sedmasedmdesát let a trápily ho zdravotní potíže, požadavky spojenecké kontrolní komise a probíhající procesy s válečnými zločinci. Existovalo dokonce nebezpečí, že by mohl být i on osobně obviněn ze zločinů proti míru, což se nakonec nestalo. Jeden z důvodů byl také ten, že Stalin maršála respektoval a obdivoval. V Moskvě v roce 1947 řekl Stalin finské delegaci, jak mnoho dluží Finsko svému starému maršálovi, díky kterému nakonec nebylo okupováno. Přes četné Mannerheimovy výhrady k požadavkům spojenecké kontrolní komise, plnil prezident důsledně povinnosti plynoucí z příměří, ale také zdůrazňoval nutnost další práce na poválečné obnově Finska.
V průběhu roku 1945 ho trápily opakující se zdravotní problémy a v období listopad 1945 – únor 1946 měl zdravotní dovolenou, při které strávil šest týdnů v Portugalsku. Po oznámení rozsudků v procesech s válečnými viníky v únoru 1946 se rozhodl abdikovat. Své povinnosti, pro které byl zvolen, tak považoval za splněné. Válka skončila, požadavky příměří byly plněny a procesy s válečnými viníky byly u konce.
Abdikoval 11. března 1946 a jako důvod uvedl své zhoršující se zdraví a splnění úkolů, kterými byl pověřen. Dokonce i finští komunisté, jeho nepřátelé od roku 1918, ocenili jeho úsilí a udržení jednoty národa po celé těžké období. Jeho nástupcem se stal konzervativní ministerský předseda Juho Kusti Paasikivi, kterého ale osobně nesnášel.

## Konec života
Po své abdikaci zakoupil vilu Kirkniemi v Lohje, kde hodlal strávit zbytek života. V červnu 1946 podstoupil operaci prasklého žaludečního vředu a v říjnu mu byl diagnostikován vřed na dvanácterníku. Začátkem roku 1947 mu lékaři doporučili švýcarské sanatorium Valmont v Montreaux, kde by se zotavil a mohl psát paměti. Valmont zůstal jeho útočiště až do smrti, i když se pravidelně vracel do Finska a také navštěvoval Švédsko, Francii a Itálii.
Vzhledem ke svému stáří a nemocem osobně sepsal jen určité části svých pamětí. Některé části diktoval nebo jen slovně popisoval. Zbývající částí pamětí psali jeho různí spolupracovníci, například plukovník Aladár Paasonen, generál Erik Heinrichs, generálové Grandell, Olenius a Martola a také válečný historik plukovník Viljanen. Dokud byl Mannerheim ještě schopný číst, pročítal strojopisy svých pamětí. Ze svého soukromého života prakticky všechno zamlčel a soustředil se hlavně na záležitostí týkající Finska, zejména období let 1917 až 1947. Když v lednu 1951 jeho žaludek definitivně vypověděl službu, nebyly jeho paměti ještě dokončené a vyšly až posmrtně v angličtině, finštině a ve švédštině.
Mannerheim zemřel 27. ledna (28. ledna finského času) v kantonální nemocnici v Lausanne. Pohřben byl 4. února 1951 na čestném místě vojenské sekce hřbitova Hietaniemi v Helsinkách. Byl mu dopřán státní pohřeb se všemi vojenskými poctami, nicméně většina významných politiků (prezident, premiér a další) nebyla přítomna, aby nebyl zbytečně provokován SSSR. Spontánně se však na něm sešlo obrovské množství lidí, což také SSSR nelibě nesl. Část ceremoniálu uhradily z vděčnosti spolky finských Židů, které též přispěly na různé busty a muzea spojené s Mannerheimovou osobou.